# サン＝ミシェル (ピレネー＝アトランティック県)
サン＝ミシェル（フランス語: Saint-Michel）は、フランス、ヌーヴェル＝アキテーヌ地域圏、ピレネー＝アトランティック県のコミューン。バスク語ではエイヘララレ（Eiheralare）と呼ばれる。

## 地理
サン＝ミシェルはフランス領バスクのバス＝ナヴァール、シーズ（バスク語でガラシ）地区の一部であり、その南端はスペインに接している。

### 交通
フランス県道D 301が通っている。

### 河川
サン＝ミシェルを流れる主な河川はニーヴ川である。また、以下の支流がコミューン内を流れている。
- オリオン川（le ruisseau d'Orion）
- メンディオラ川（le ruisseau de Mendiola）
  - オラベリ川（le ruisseau d'Olhaberry）
- ラチャリタコ川（le Latsarritako erreka）
- ウルチピア川（l'Urtchipia）

この他に、ニーヴ・ダルネギー川の支流であるランダレタ川（le ruisseau d Landarréta）とスリッツ川（le ruisseau de Sourits）も通っている。

### 地域
以下の地域がある。
- シャトー＝ピニョン（Château-Pignon）
- ドミンゴエネア（Domingoénéa）
- オント（Honto）
- カバーヌ・ド・ラロンド（Cabanes de Larrondo）
- オリソン（Orisson）
- サパタエニア（Sapataenia）
- タンブリンデヤ（Tambourindeya）
- セルクペ（Zerkupe）

### 隣接する自治体
- 北：サン＝ジャン＝ピエ＝ド＝ポル、サロ（Çaro）、アインシル（Aincille）
- 東：ウアルト＝シーズ（Uhart-Cize）、アルネギー（Arnéguy）
- 南：スペインナバラ州ララウン（Larraun）
- 西：エステレンスビ（Estérençuby）

## 地名
サン＝ミシェルは、古くは以下のように呼ばれていた。
- Villa sanctis michaelis（1140）
- Saint-Michel-Pied-de-Port（1140 Aymeri Picaud）
- Sant miguel lo vieyl（1350）
- San-Miguel-el-Viejo en Ultra Puertos (1500, chapitre de Bayonne),
- Sant-Miguel (1513, titres de Pampelune),
- Nive-Montagne（1792）
- Saint-Michel-en-Cize / Saint-Michel-d'Orisson（1975, Philippe Veyrin）

## 歴史
フィリップ・ヴェイランによれば、サン＝ミシェルの身分証書は1660年までカスティーリャ語のみで書かれていた。これはサン＝ジャン＝ル＝ヴィユーと同じである。
1842年6月11日、コミューンの一部が分離してエステレンスビが発足した。

### シャトー＝ピニョンの戦い
1793年6月6日、フランス革命政府軍とスペイン軍の戦闘があった（フランス革命戦争）。